# Вибо 313
Вибо 313 (фр. Wibault 313) је француски ловачки авион. Први лет авиона је извршен 1932. године. 

Имао је добре летне особине, али због низа нерешених проблема није поручен. Био је наоружан са два 7,5 мм митраљеза Дарне.

## Наоружање
| Наоружање авиона: Вибо 313     |     |
| Ватрено (стрељачко) наоружање  |     |
| Топ                            |     |
| Митраљез                       |     |
| Број и ознака митраљеза        | 2   |
| Калибар                        | 7,5 |
| Бомбардерско наоружање (бомбе) |     |
| Ракетно наоружање (ракете)     |     |